# USS LST-815
O USS LST-815 foi um navio de guerra norte-americano da classe LST que operou durante a Segunda Guerra Mundial.